# Sophronica uniformis
Sophronica uniformis är en skalbaggsart som beskrevs av Stefan von Breuning 1942. Sophronica uniformis ingår i släktet Sophronica och familjen långhorningar. Inga underarter finns listade i Catalogue of Life.